# Dorte Mandrup

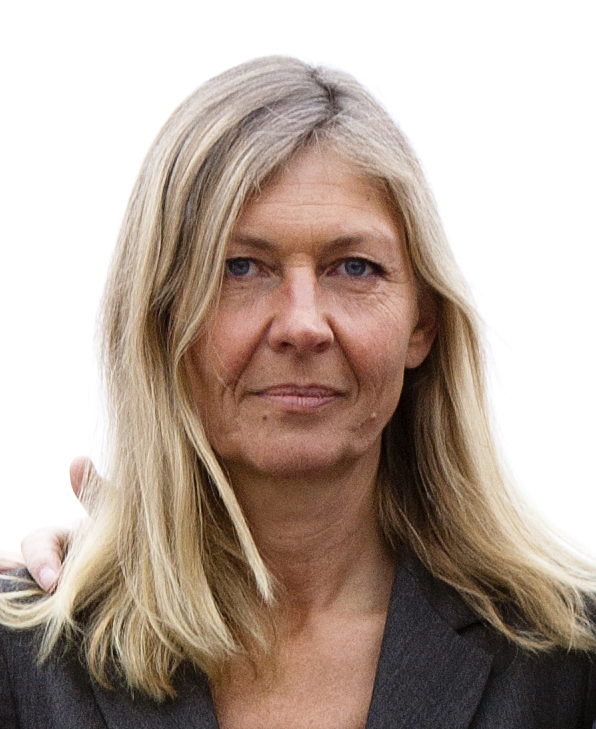
Dorte Mandrup

Dorte Mandrup-Poulsen (geboren am 28. Juli 1961) ist eine dänische Architektin. Sie ist Gründerin und kreative Leiterin des Architekturbüros Dorte Mandrup Arkitekter.

## Werdegang

### Ausbildung
Nach der Schule nahm Mandrup 1981 ein einjähriges Georgia Rotary Stipendium wahr und studierte Bildhauerei und Keramik am Department of Fine Arts des Glenville State College (GSC) in West Virginia in den Vereinigten Staaten. Von 1988 bis 1989 besuchte sie das Institut für Bildende Kunst an der Design Hochschule in Kolding. 1989 schließlich wechselte sie an die Architekturschule Aarhus und schloss 1991 das Architektur-Studium mit dem Master ab.

### Architekt
Direkt nach dem Studium begann Mandrup im Architekturbüro Ahnfeldt-Mollerup & Wiesner Architects mitzuarbeiten. Von 1992 bis 1995 arbeitete sie für Henning Larsen Architects, bevor sie 1995 gemeinsam mit Niels Fuglsang das Büro Fuglsang & Mandrup-Poulsen gründete. Diese Firma wurde aufgeteilt, als Mandrup am 30. Juni 1999 ihr eigenes Büro, Dorte Mandrup Arkitekter, gründete, das seinen Sitz in Kopenhagen hat und 2011 42 Mitarbeiter hatte. Das Büro ist für mehrere international anerkannte Gebäude verantwortlich.
Mandrup ist verantwortlich für das Wadden Sea Centre an der dänischen Westküste, das Icefjord Centre am UNESCO-Pfad in Ilulissat in Grönland und seit kurzem auch hinter das geplante Mischnutzungsprojekt des dänischen Bekleidungsunternehmens Bestseller in Brande, das bereits durch den geplanten Bau eines über 200 Meter hohen Turms, der das höchste Gebäude Dänemarks werden soll, für Aufmerksamkeit gesorgt hat.

„Ein Gesamtkunstwerk zu schaffen, ist kein Kinderspiel. Es stimmt zwar, dass Architektur wie alle Kunstformen ein Handwerk ist, doch in ihrer Ausführung ist Handwerkskunst ein extrem technischer und hochkomplexer Vorgang. Und der Versuch, wieder an verwandte Kunstformen anzuknüpfen, ist für mich die probate Möglichkeit, einen ansonsten sehr technischen Prozessablauf zu  stören und kreativ zu verbessern. Ich habe das Bauhaus stets für seine Fähigkeit bewundert, die Grenzen zwischen Funktionalität und Ästhetik zu überschreiten. Als es die Architektur von ihrer Ornamentik befreite, verband es die beiden in gewisser Weise. Funktionalität wurde zu einer ästhetischen Erfahrung, und die Ästhetik war streng funktional. Beim Entwurf des Wadden Sea Centre an der Westküste Dänemarks hatte ich die seltene Gelegenheit, funktionale Architektur mit Handwerkskunst zu verbinden. Die auf Zweckmäßigkeit angelegten, ineinander übergehenden Ausstellungsräume, das Gebäude an sich, das skulpturale Reetdach und die beeindruckende,  karge Landschaft wurden eins – man könnte fast von einem  Gesamtkunstwerk sprechen.“

2017 erregte Mandrup internationales Aufsehen mit ihrem Essay „Ich bin keine Architektin. Ich bin ein Architekt“ in der Architekturzeitschrift dezeen, in der sie die Geschlechterpolitik in der Welt der Architektur diskutierte. Ihr wurde daraufhin Verrat an der Frauenbewegung vorgeworfen. Aber sie wollte damit sagen, dass sie sich nicht als Unterkategorie unter männlichen Architekten sieht. „Es gibt viele gute Architektinnen, und wir können es leicht mit den Männern aufnehmen“, sagte sie daher ein Jahr später in einem Interview mit der Süddeutschen Zeitung. Das 2017 begonnene Projekt Bestseller Tower in Brande, geplant als der höchste Turm in Westeuropa – eine Kategorie, mit der sich in der Regel männliche Architekten brüsten – wurde 2020 eingestellt.

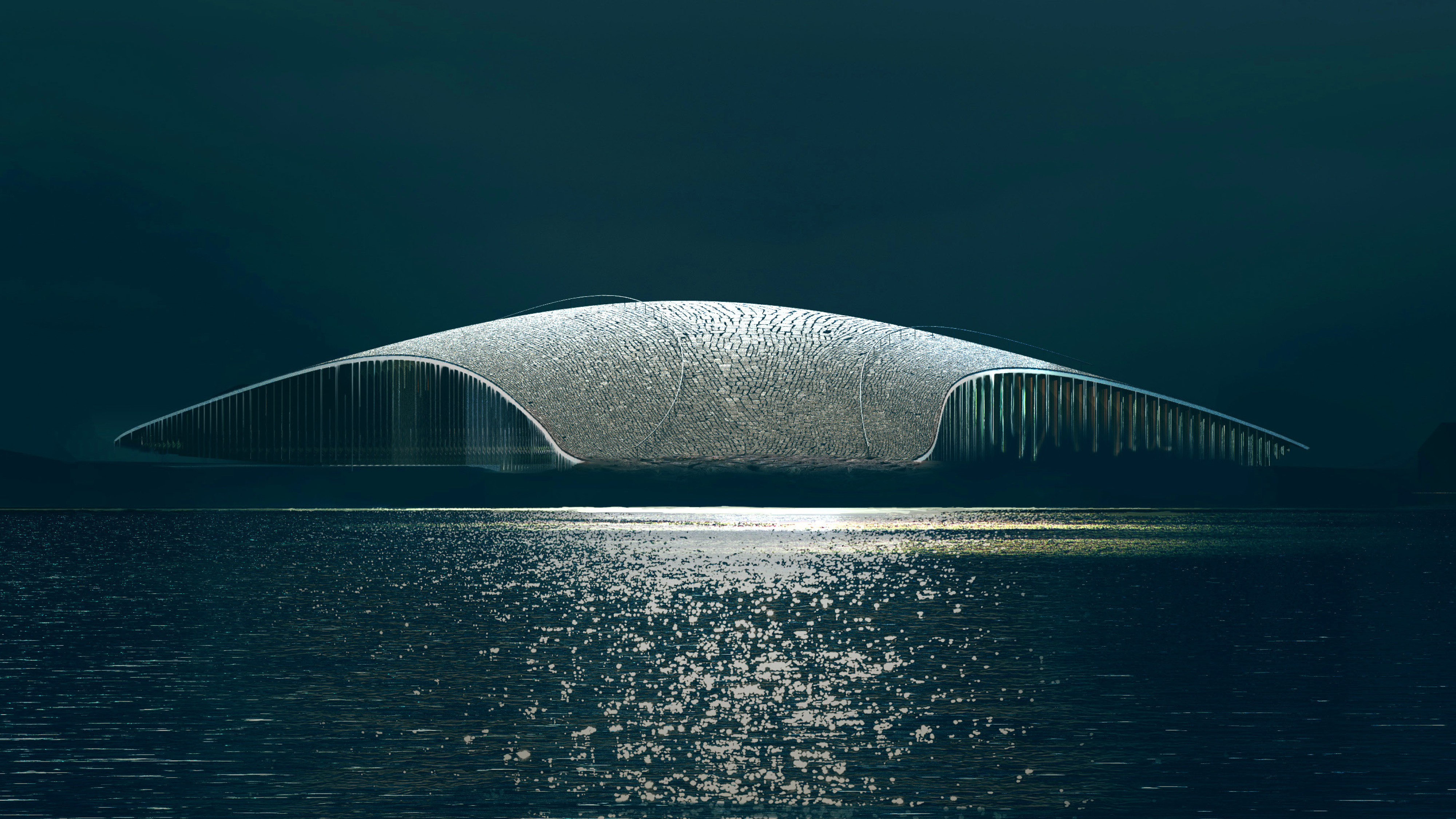
The Whale, Vorderansicht.

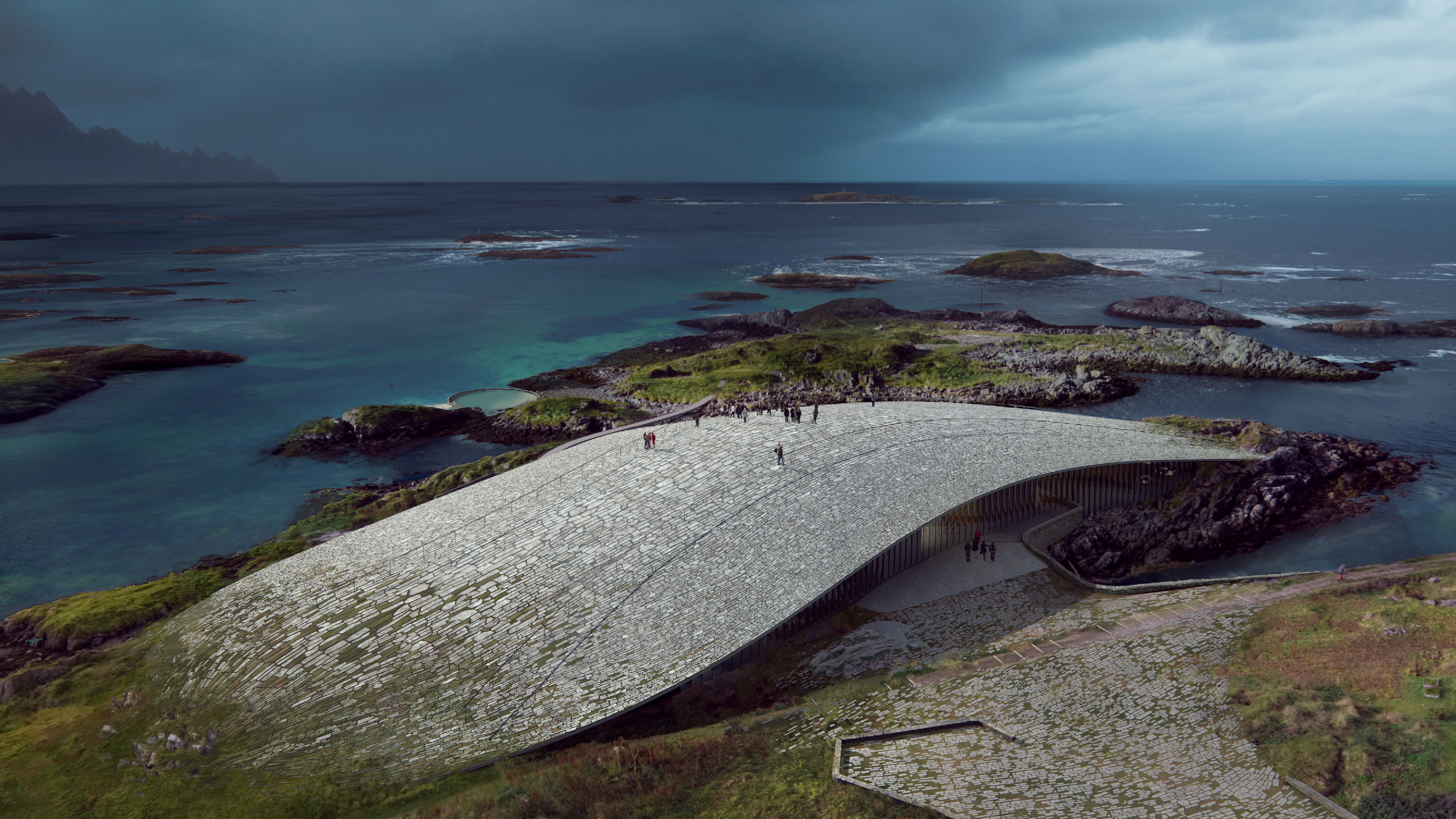
The Whale, Aussichtsplattform.

Am 1. November 2019 gewann sie einen von The Whale – einer norwegischen Institution, die dem Wal ein Denkmal setzen will und Architekturpreise ausschreibt – ausgeschriebenen Wettbewerb für den Entwurf eines Museums, das auf der norwegischen Insel Andøya, 300 km nördlich des Polarkreises, gebaut werden soll. Der Entwurf des Gebäudes erinnert an einen Wal, bietet aber auch einen Hang, den die Besucher erklimmen können, um einen Blick auf das Meer, die Berge und die Nordlichter zu genießen.
2020 wurde Mandrup mit einem Renovierungs- und Erweiterungsprojekt der Design Akademie Saaleck auf dem Gelände der ehemaligen Saalecker Werkstätten beauftragt, das 2027 fertiggestellt sein soll.

### Lehrtätigkeiten und Mitgliedschaften
Mandrup war von 1993 bis 2002 Associate Professor an der Königlich Dänischen Kunstakademie in Kopenhagen. Häufig nimmt sie Gastprofessuren im Ausland wahr, zuletzt 2018 an der Cornell University im College of Architecture, Art, and Planning in Ithaca, New York.
Mandrup gehört dem Vorstand des Louisiana Museum of Modern Art an und ist seit 2011 Mitglied des britischen Historic Buildings Council.

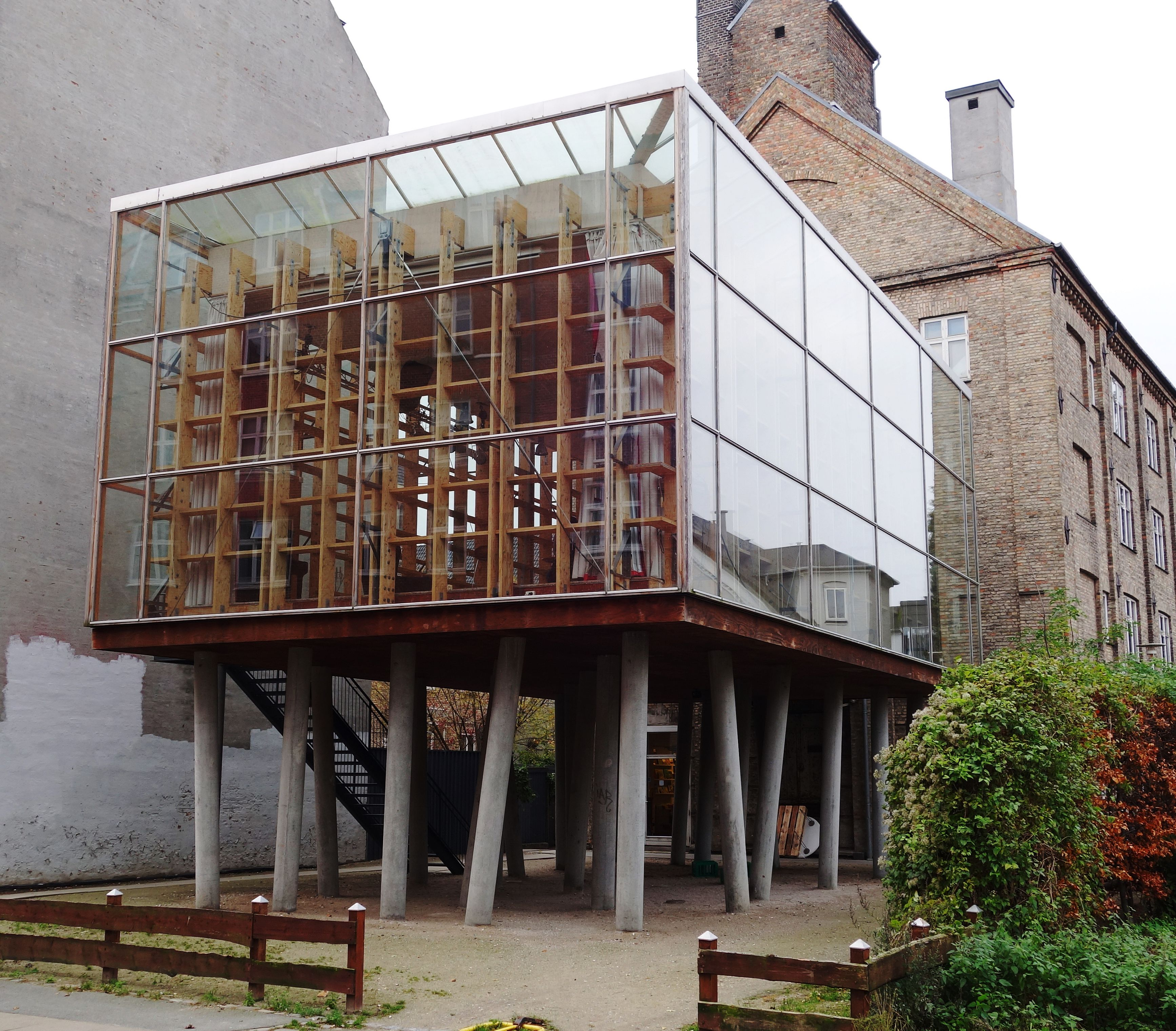
Kvarterhuset. Nachbarschaftszentrum, Kopenhagen.

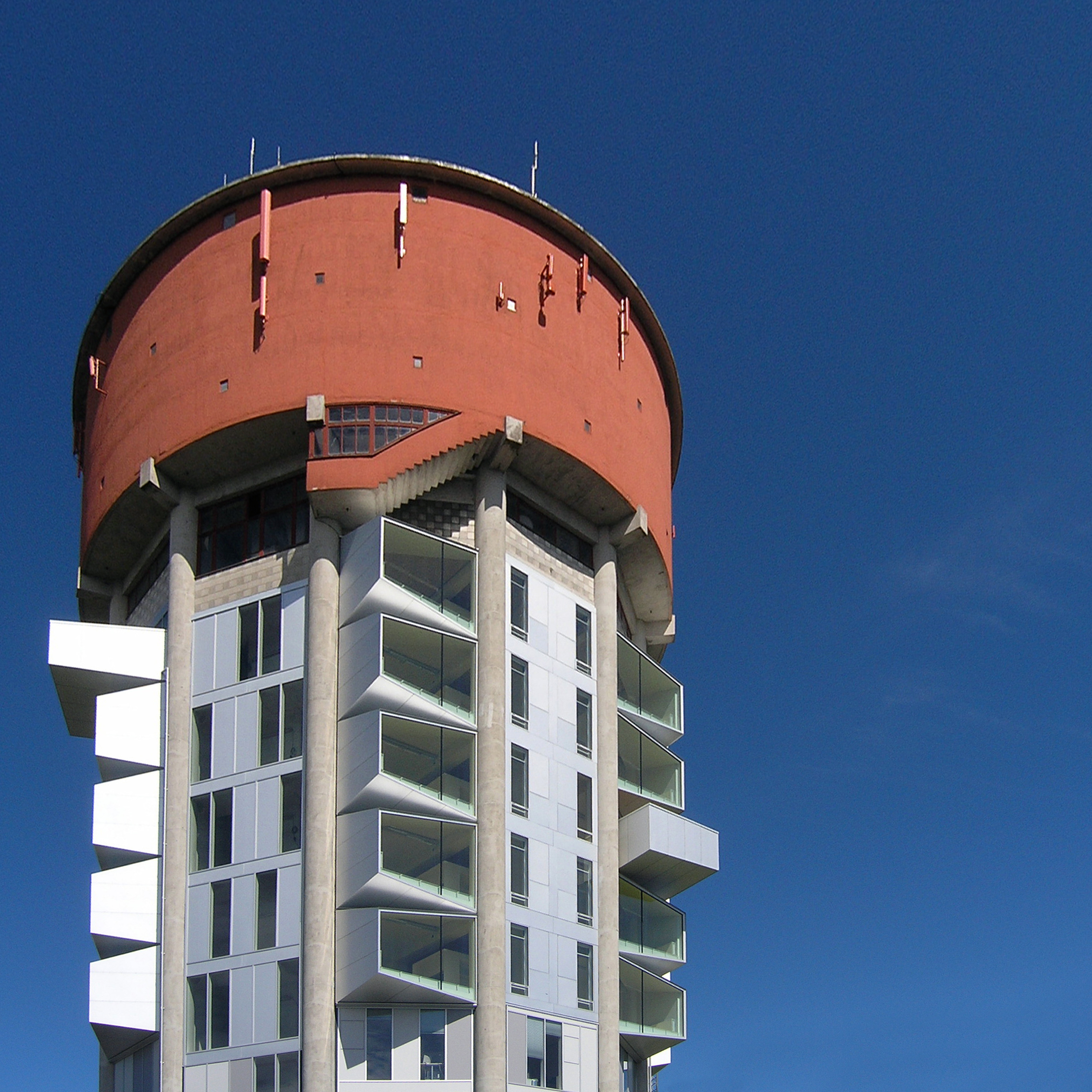
Jægersborg Vandtårn – ein Wasserturm, der zum Studierendenwohnheim umgestaltet wurde, Jægersborg bei Kopenhagen

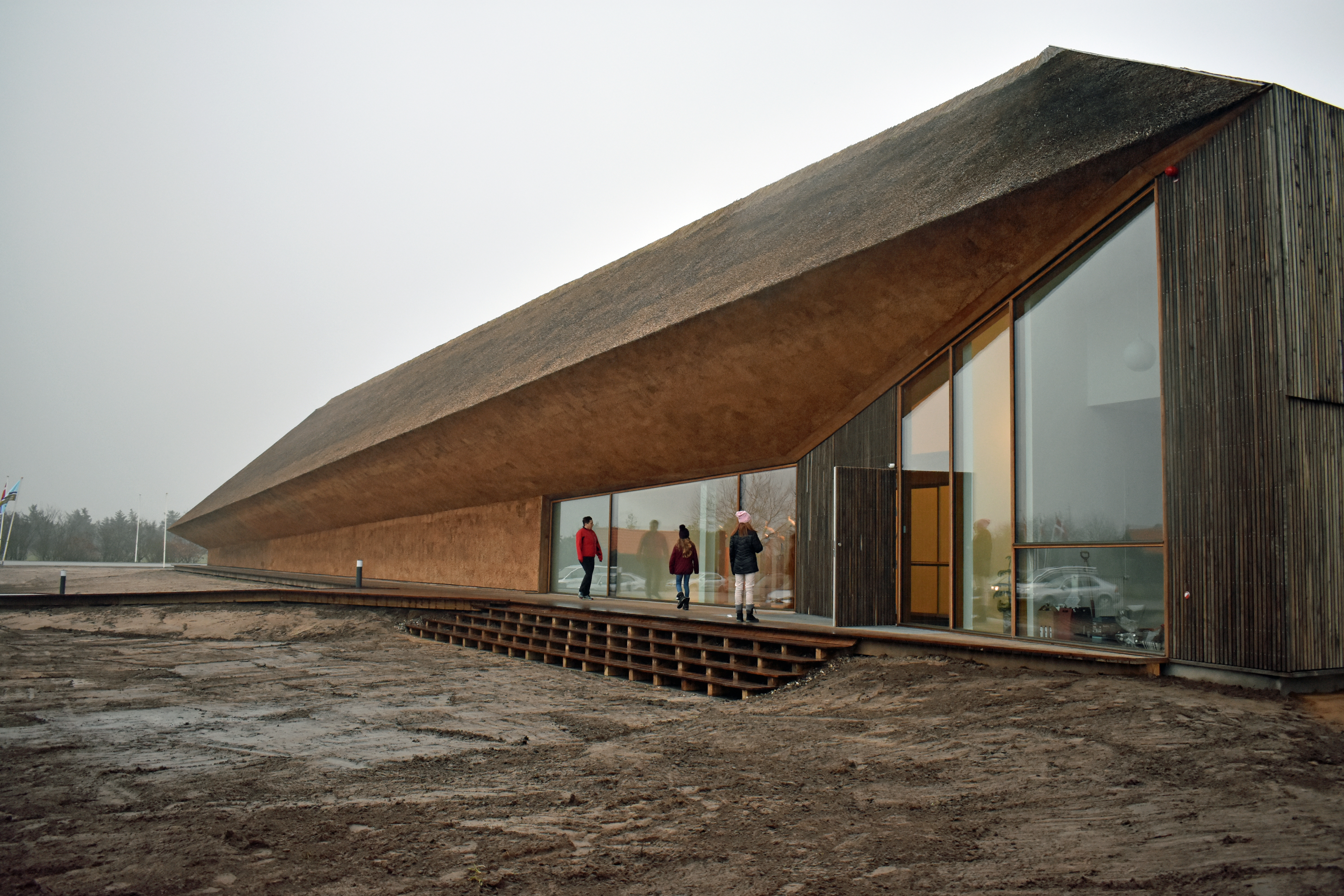
Vadehavscenteret – Wattenmeerzentrum, Ribe, Dänemark

## Ausgewählte Architekturprojekte
Architekturprojekte in der Reihenfolge der Fertigstellung:
- 2001 und 2011: Seaplane Hangar H53, Transformationsprojekt in Holmen bei Kopenhagen[16]
- 2001: Sport und Kulturzentrum in Holmbladsgade, Kopenhagen
- 2001: Nachbarschaftszentrum in Jemtelandsgade 3, Kopenhagen
  - 2001: Bauwelt-Preis in der Kategorie „Öffentliche Bauten“ für das Nachbarschaftszentrum, Kopenhagen[17]
- 2005: Tagesklinik in Skanderborggade, Kopenhagen[18]
- 2005: Jægersborg Water Tower, Umwandlung eines Wasserturms in ein Studierendenwohnheim, Gentofte, Dänemark
- 2006: Prismen, Kopenhagen[19]
- 2008: Reading Nest, Asserbo, Dänemark[20]
- 2008: Jugendfreizeit- und Kulturzentrum in Gersonsvej, Kopenhagen[21]
- 2008: Saint Nicolai Kulturzentrum, Kolding, Dänemark[22]
- 2009: Bordings Independent School extension, Østerbro, Kopenhagen[23][24]
- 2009: Community centre Herstedlund, Kopenhagen[25][26]
- 2009: Lange Eng Cohousing Community, Albertslund, Dänemark[27]
- 2009: Erweiterung der Munkegaard-Schule, Gentofte, Dänemark
- 2013: Råå Förskola, Kindertagesstätte, Schweden[28]
  - 2016: Träpriset[29]
- 2014: Ama'r Children's Culture House, Kopenhagen[30]
  - 2014: WAN Education Award in der Kategorie „Gebäude“[31]
- 2014: Valencia, Geschäftshaus, Kopenhagen[32]
- 2015: Ikea Hubhult, Malmö, Schweden[33]
  - 2016: Preis der Stadt Malmö Gröna Lansen, Schweden
  - 2017: Green Bulding Award
  - 2017: Breeam Building of the year, Schweden[34][35]
- 2015: Sundbyøster Hall, Kulturzentrum, Kopenhagen[36]
  - 2015: WAN Mixed-Use Award[37]
- 2015: Salling Tower, Aussichtsturm, Aarhus, Dänemark[38]
  - 2016: WAN Metal in Architecture Award 2016[39]
- 2017: Wadden Sea Centre, Dänemark[40][41]
  - 2017: Building of the Year der Zeitschrift Byggeri
  - 2017: City of Esbjerg’s City-Fund Award.
  - 2022: Shortlist des Mies van der Rohe Award[42]
- 2021: Icefjord Centre, Museum und Aussichtspunkt auf den Sermeq Kujalleq Gletscher im Distrikt Ilulissat, Grönland[43]
  - 2023: AZ Award in der Kategorie „Gebäude über 1.000 Quadratmeter“, Kanada[44]
- 2023: IKEA Copenhagen, begrünte IKEA-Kauflandschaft, Kopenhagen[45]

## Preise und Ehrungen
Dorte Mandrup war mehrfach für den Mies von der Rohe Award nominiert, so 2001, 2002 und 2006. Im April 2019 leitete sie die Jury des Preises der Europäischen Union für zeitgenössische Architektur, genannt Mies van der Rohe Award 2019.
Darüber hinaus hat sie für ihre Arbeit einige Preise erhalten, unabhängig von einem konkreten Projekt:
- 2003: Honorary Award der Margot & Thorvald Dreyer Foundation
- 2004: Eckersberg Medaille
- 2007: Nykredit Architekturpreis
- 2008: C.F. Hansen Medaille
- 2016: Honorary Award, Danish National Bank Jubilee Fund[48]
- 2017: Green Good Design Award des Chicago Athenaeum[49]
- 2017: Art, Design and Architecture Award des Jahres, Einar Hansen and wife Vera Hansen Foundation
- 2018: Statens Kunstfonds hædersydelse
- 2019: Kunstpreis Berlin, Sparte Baukunst.[50]
- 2019: Architekt des Jahres, Preis der Zeitschrift Architektur & Wohnen[51]
- 2023: Prinz-Eugen-Medaille des schwedischen königlichen Hofes

## Galerie

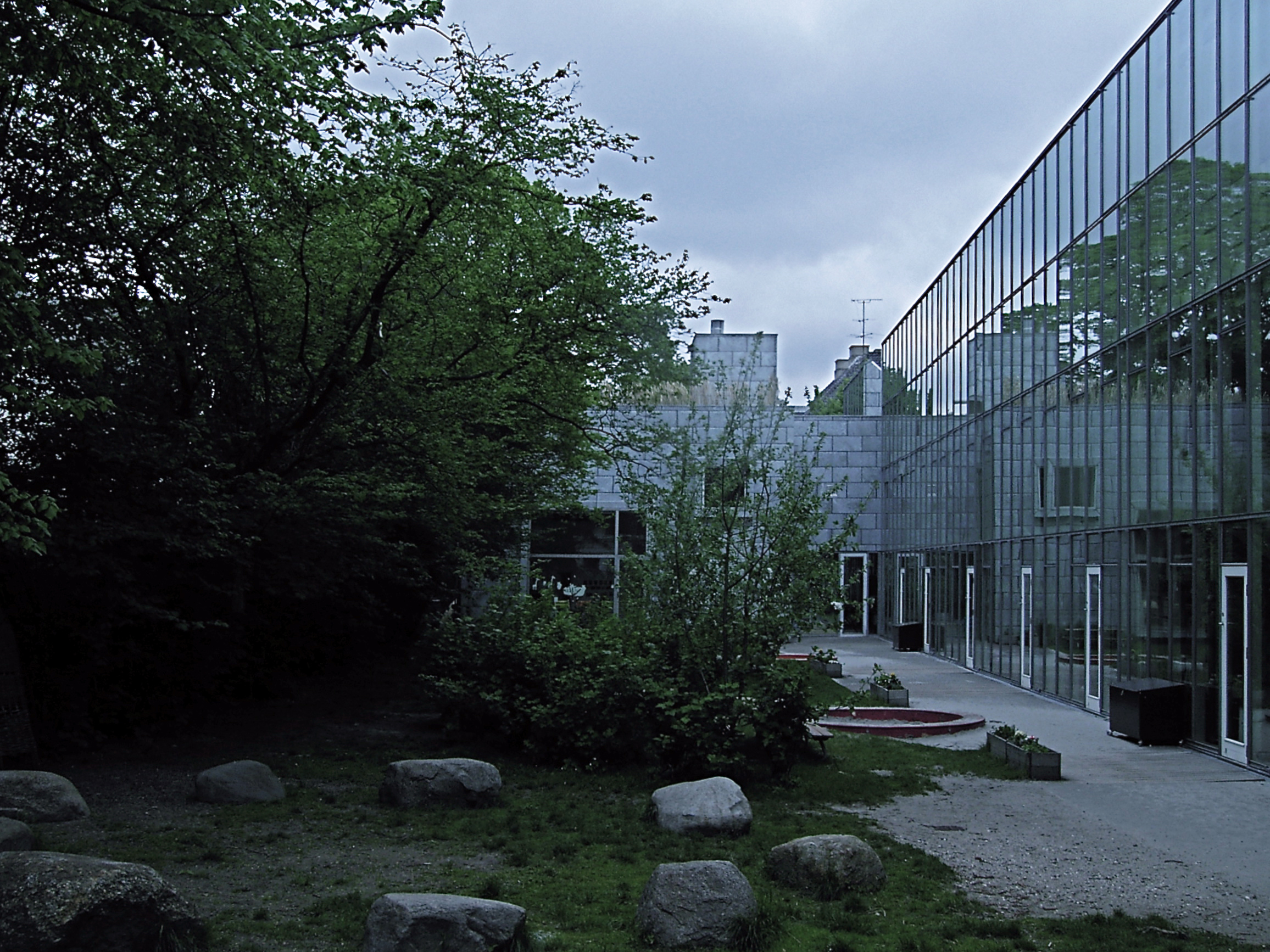
Næstvedgade Kindergarten, Kopenhagen (2004)
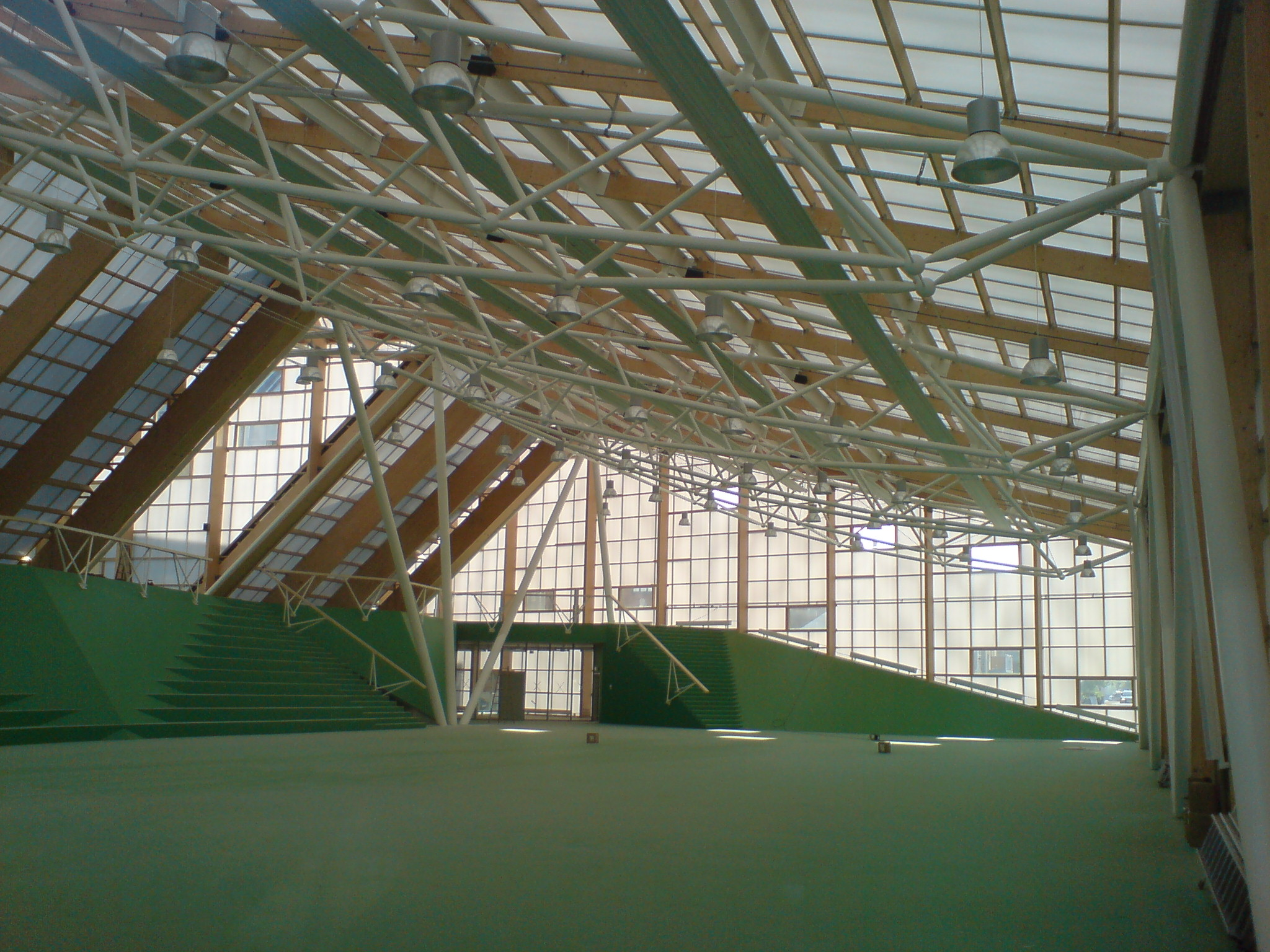
Sportstätte Prismen, Kopenhagen (2006)
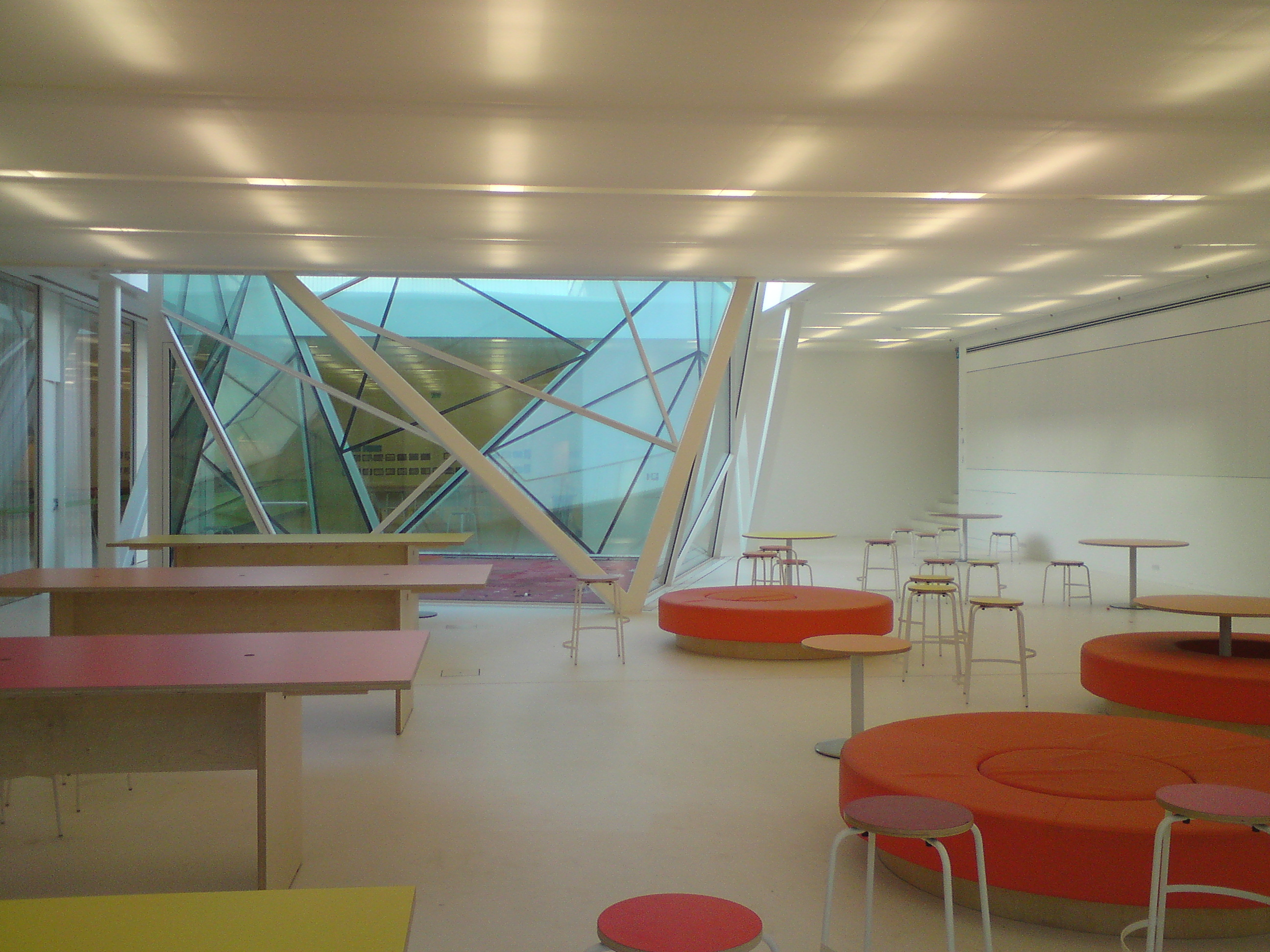
Erweiterung der Munkegaard-Schule (2009)
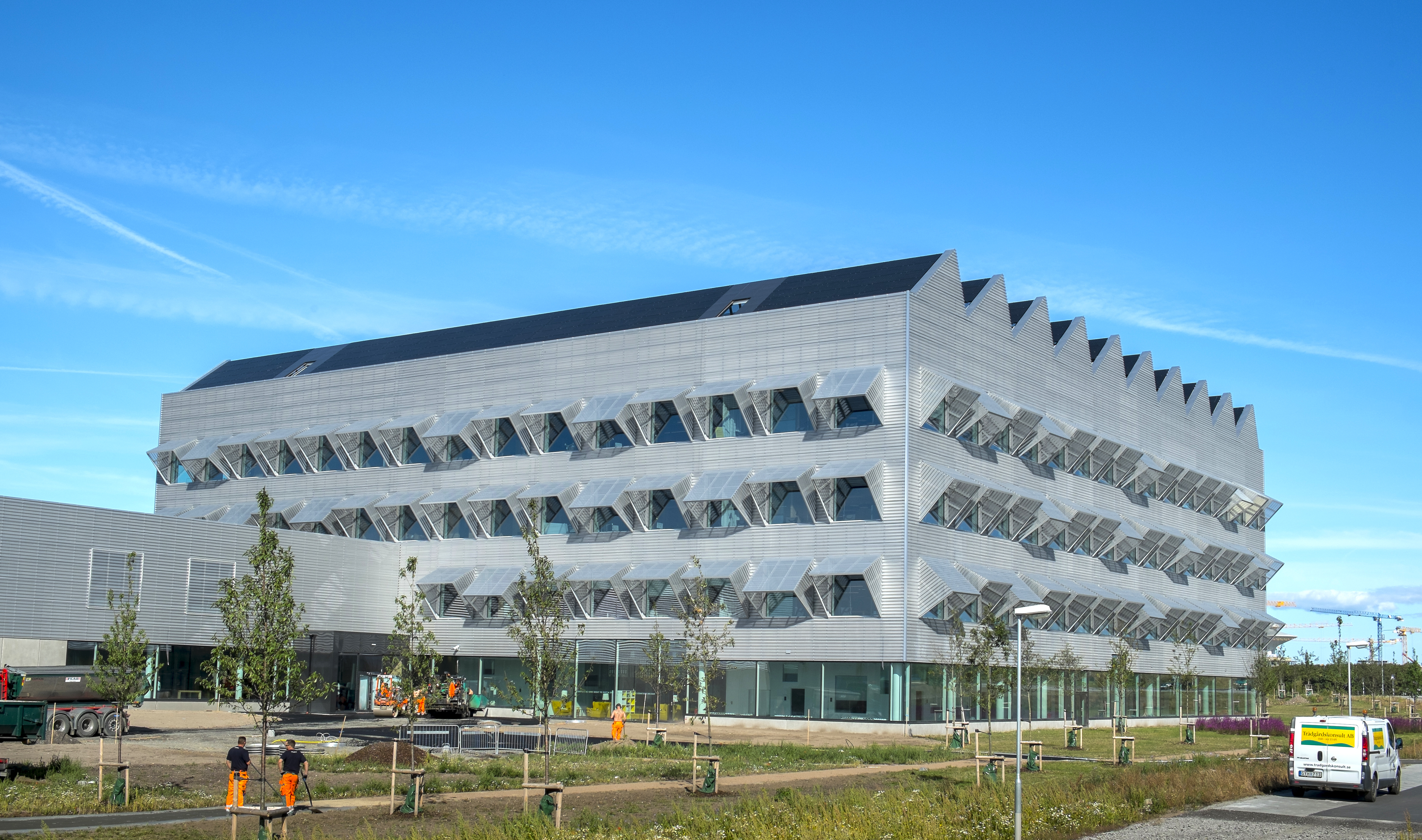
IKEA Hubhult, Malmö (2015)
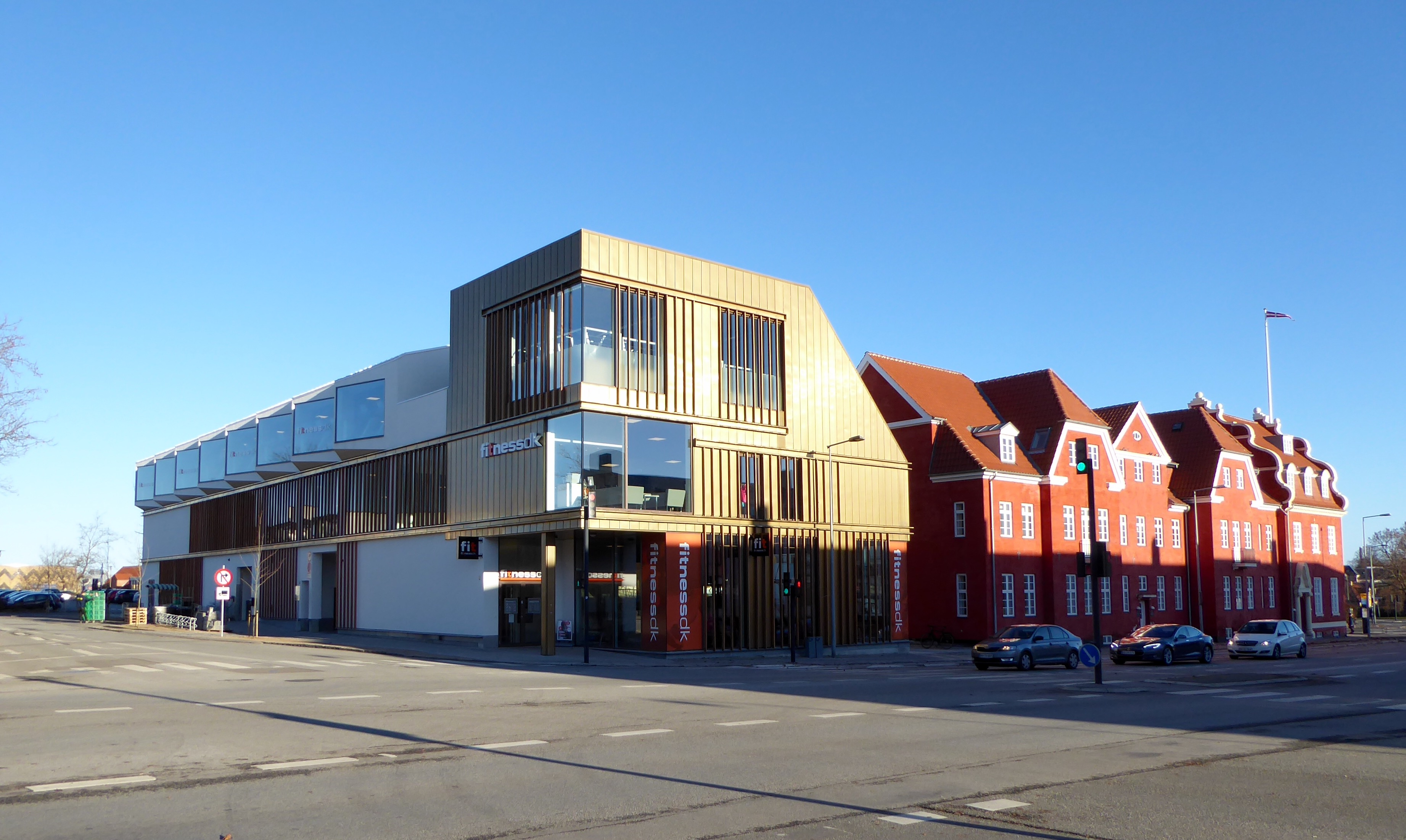
Hørsholm Gebäude

## Veröffentlichungen (Auswahl)
- Mandrup-Poulsen, Dorte. “Icefjord Center and Sustainability in Denmark : Dorte Mandrup.” A + U: Architecture and Urbanism, November 1, 2018, 48–51. https://search.ebscohost.com/login.aspx?direct=true&db=bvh&AN=794202&site=ehost-live.
- Creating Change with Impact: An Architect's Manifesto. In: Sofie Pelsmakers, Nick Newman (Hrsg.): Everything needs to change. Architecture and the climate emergency. RIBA Publishing, Newcastle upon Tyne 2021, ISBN 978-1-00-037537-4.
- Dorte Mandrup: Where Place Meets Sculpture. Interview von Marc-Christoph Wagner mit Dorte Mandrup am Wattenmeerzentrum in Ribe, Dänemark. Abgerufen am 28. Februar 2022 (englisch).